# Titularbistum Beneventum
Beneventum  (ital.: Benevento) ist ein Titularbistum der römisch-katholischen Kirche.
Es geht zurück auf einen untergegangenen Bischofssitz in der gleichnamigen antiken Stadt, die in der römischen Provinz Africa proconsularis lag. Er war der Kirchenprovinz Karthago zugeordnet.
| Titularbischöfe von Beneventum |                                             |                                        |                  |                   |
| Nr.                            | Name                                        | Amt                                    | von              | bis               |
| 1                              | Carlos Oviedo Cavada, OdeM                  | Weihbischof in Concepción (Chile)      | 21. März 1964    | 25. März 1974     |
| 2                              | Tadeusz Gocłowski CM                        | Weihbischof in Danzig (Polen)          | 22. März 1983    | 31. Dezember 1984 |
| 3                              | Manuel Monteiro de Castro Titularerzbischof | Apostolischer Nuntius Kurienerzbischof | 16. Februar 1985 | 18. Februar 2012  |
| 4                              | Konrad Krajewski Titularerzbischof          | Kurienerzbischof                       | 3. August 2013   | 28. Juni 2018     |
| 5                              | Michael Czerny Titularerzbischof            | Kurienerzbischof                       | September 2019   | 5. Oktober 2019   |
| 6                              | Mitja Leskovar Titularerzbischof            | Apostolischer Nuntius                  | 1. Mai 2020      |                   |